# IBM i
IBM i — операционная система компании IBM. Была выпущена в 1988 году, получила известность под названием OS/400. В 2004 году была переименована в i5/OS, в настоящее время называется IBM i. Представляет собой многопользовательскую операционную систему с вытесняющей многозадачностью. Характерными особенностями IBM i являются:
- объектно-ориентированная архитектура
- разрядность указателей 128 бит (в настоящее время реализуется микрокодом на 64-разрядной архитектуре);
- одноуровневая память (Single Level Storage), то есть обращение к дисковой памяти неотличимо от обращения к оперативной;
- интегрированная СУБД DB2 for i (интегрирована с файловой системой);
- очень высокая защищённость, включая невозможность создания пользователем или пользовательской программой исполняемого кода и отсутствие ассемблера;
- тесная интеграция с аппаратным обеспечением, не позволяющая устанавливать эту ОС на серверы иных производителей.

Последняя версия IBM i - 7.4, анонсирована 23 апреля 2019 г. и выпущена 21 июня 2019 г. (Version Support Schedule).

## Платформы
- IBM AS/400
- IBM eServer iSeries
- IBM System i
- IBM Power Systems